# Tikenlice, Gürgentepe
Tikenlice là một xã thuộc huyện Gürgentepe, tỉnh Ordu, Thổ Nhĩ Kỳ. Dân số thời điểm năm 2010 là 773 người.